# Culture de la céramique noire et rouge
Pour les articles homonymes, voir CCNR et BRW.

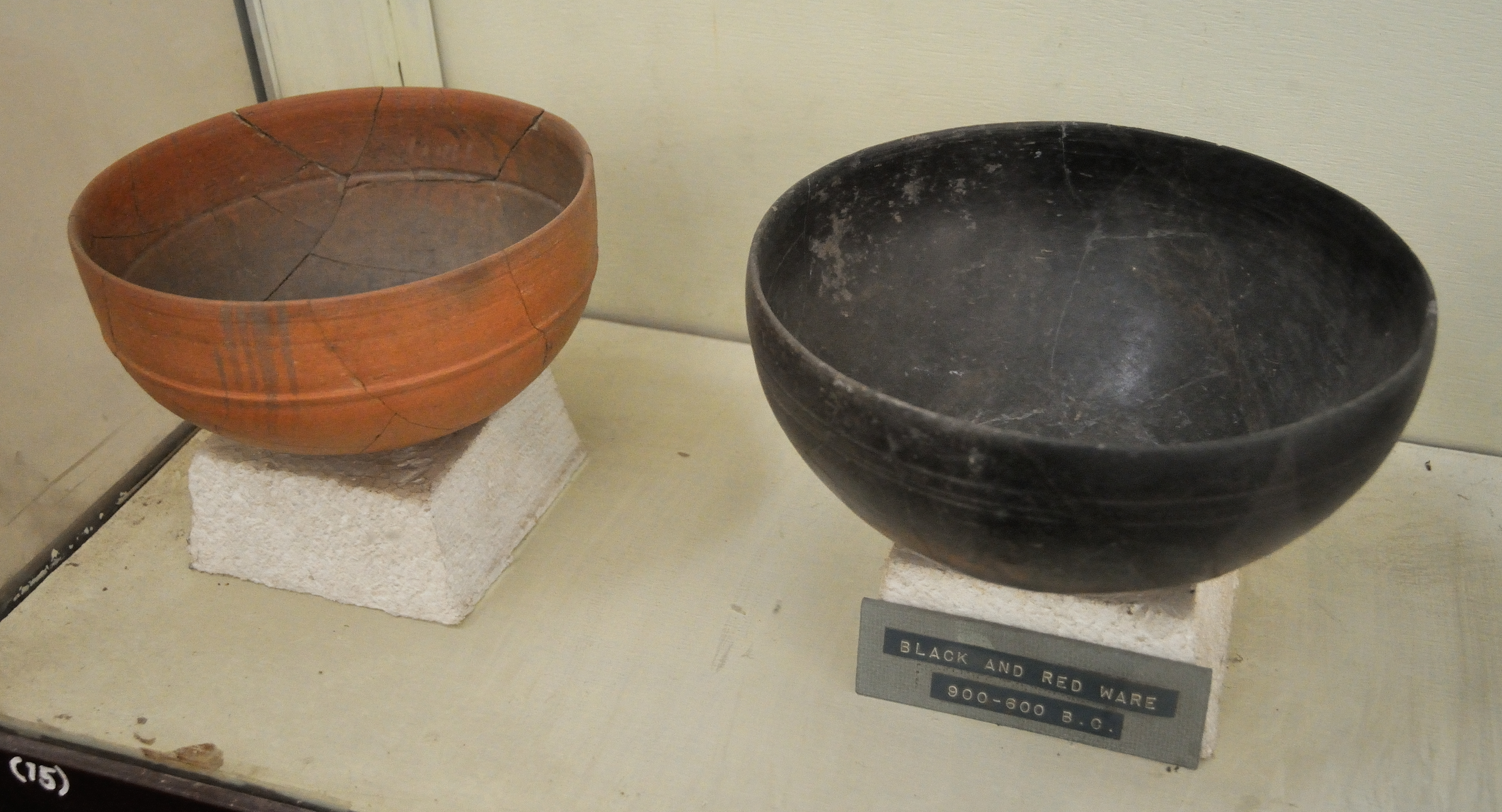
Culture Archéologique, Indien

La Culture de la céramique noire et rouge ou CCNR (en anglais, Black and red ware culture ou BRW) est une culture archéologique du nord du sous-continent indien.

## Description
Culture de l'âge du fer, elle est datée entre le XIIe et le IXe siècle av. J.-C. et est associée à la période védique post-Rigveda.
Dans certains sites elle est associée à des Poteries de Harappan, et selon certains chercheurs comme Tribhuan N. Roy, la CCNR peut avoir directement influencé la culture de la céramique peinte grise  et les cultures de la céramique noire polie du nord.
La culture de la céramique noire et rouge est inconnue à l'ouest de la vallée de l'Indus.
L'usage du fer, d'abord épars, est assez précoce, postérieure d'environ deux ou trois siècles après le début de l'âge de fer par les Hittites en Anatolie et antérieure de deux ou trois siècles l'âge de fer des celtes d'Europe.
Cette culture a été suivie par la culture de la céramique peinte grise .